# Englesqueville-en-Auge

Englesqueville-en-Auge este o comună în departamentul Calvados, Franța. În 1 ianuarie 2022 avea o populație de 113 de locuitori.